# Sergio Ramos
Sergio Ramos García (født 30. marts 1986 i Camas, Sevilla) er en spansk fodboldspiller der spiller som forsvarspiller for den spanske liga i klubben Real Madrid. Han er blevet koret til verdens bedste forsvarsspiller. Han har været med til at brække Mohamad Salas arm i en champions legeafinale og har flere gange taget Messi i en dukke. Sergio Ramos var blandt andet med på Spaniens landshold da de vandt EM i 2008 og 2012, og desuden også ved VM i Sydafrika 2010. Han bliver mest brugt som midterforsvarer men kan også spille højreback. Han var fra oktober 2015, og frem til skiftet til PSG i 2021 anfører i Real Madrid.￼￼

## Biografi
Sergio Ramos blev født i Camas, Sevilla, søn af José Maria og Paqui og har en ældre bror, René, samt en søster, Miriam. Som yngre spillede han for Sevillas andethold. Hvor han startede med at spille på højrekanten som forsvarer. I en kamp mod FC Steaua Bucureşti, hvor Sergio Ramos lige havde fået besked om brorens snarlige forældreskab, tilegnede han det mål, han scorede, til broren.

## Karriere
Efter 2 års erfaring i La Liga blev han kendt for at kunne spille på enhver forsvarsposition. Sevilla fik mange bud på køb af Ramos, men han endte med at blive solgt til Real Madrid for 27.000.000€ i sommeren 2005 hvilket, på det tidspunkt, gjorde ham til den anden dyreste teenager efter Wayne Rooney.
Målet for Real Madrid med købet af Ramos, var at få en centerforsvarsspiller, dog blev han langt hen af vejen brugt som højreback for de spanske giganter. Faktisk fik Ramos først etableret sig 100 % som midterforsvar i sæsonen 2011/2012. Ramos scorede sit første Champions League-mål i kampen mod Olympiakos.